# Red Storm Entertainment
Red Storm Entertainment (також відомий як Ubisoft Red Storm) — американський розробник відеоігор і дочірня студія Ubisoft, що базується в Кері, Північна Кароліна. Заснована в листопаді 1996 року письменником Томом Кленсі та менеджером Даґом Літлджонсом, Red Storm розробляє ігри у франшизі Tom Clancy's. Ubisoft (тоді відома як Ubi Soft) придбала студію в серпні 2000 року.

## Історія
До заснування Red Storm Entertainment Том Кленсі, американський письменник, розробив відеогру Tom Clancy's SSN, засновану на його книзі SSN. Гра створювалася протягом шести років у співпраці з Virtus Corporation, компанією з розробки інструментів для 3D-анімації, що базується в Кері, штат Північна Кароліна, та її підрозділом з розробки ігор, Virtus Studios. Tom Clancy's SSN вийшла 12 листопада 1996 року, а наступного дня Кленсі та Virtus Corporation оголосили про створення Red Storm Entertainment. Назва була похідною від назви книги Кленсі Red Storm Rising. Нова компанія поглинула Virtus Studios, в результаті чого початкова кількість співробітників становила дев'ятнадцять осіб. Red Storm переїхала в офіси в Кері, Кленсі взяв на себе роль голови, а Даґ Літлджонс (відставний комодор Королівського флоту, який раніше працював технічним консультантом для SSN Тома Кленсі) став президентом і головним виконавчим директором Red Storm. До 1 березня 1997 року штат компанії збільшився з дев'ятнадцяти до тридцяти двох осіб, після чого вона переїхала до нового офісу в Аеial Center (неподалік від міжнародного аеропорту Ролі-Дарем) у Моррісвіллі.
Свою першу гру - Tom Clancy's Politika, першу в серії книжок Power Plays - компанія випустила в 1997 році. Red Storm швидко здобула репутацію завдяки таким іграм, як Dominant Species, одній з перших 3D-стратегій у реальному часі. Однак саме з Rainbow Six (1998) компанія міцно утвердилася в комерційному плані. На відміну від шутерів від першої особи (FPS), що існували до цього, Rainbow Six була першою справжньою тактичною FPS, грою, яка винагороджувала терпіння і планування, а також влучність і гостре око. Розроблена паралельно з однойменним романом, Rainbow Six ввела в лексикон геймерів такі терміни, як «Один постріл - одне вбивство» (англ. One shot, one kill) та «ворог вбитий» (англ. Tango down). Новаторський багатокористувацький екшен, включаючи нову форму кооперативного геймплею, встановив стандарт для тактичних багатокористувацьких ігор.
Red Storm продовжила успіх Rainbow Six, випустивши набір місій Eagle Watch, а потім у 2000 році - сиквел Rainbow Six: Rogue Spear. Компанія також розширила свою діяльність на покрокові стратегії (ruthless.com та Shadow Watch) та військові стратегії в реальному часі (Force 21). У серпні 2000 року студію придбала компанія Ubisoft. На момент продажу Red Storm вже випускала Ghost Recon.
Випущена в 2001 році, Ghost Recon отримала кілька нагород «Гра року». Версія для Xbox також стала першим кроком Red Storm Entertainment до власної розробки для консолей і першою грою для Xbox Live, яка використовувала можливості багатокористувацької гри. Наступні доповнення, такі як Island Thunder, продовжували розширювати світ Ghosts, а сама Red Storm зростала і переїхала до нового офісу в Моррісвіллі, Північна Кароліна. До 2003 року Ubisoft була готова до консолідації своїх операцій у Північній Кароліні. Інша студія Ubisoft, Sinister Games, розташована в центрі Ролі, була інтегрована в Red Storm, а центральна база операцій залишилася в Моррісвіллі.
У 2004 році Red Storm випустила Ghost Recon 2, продовження оригінальної гри, розроблене тепер уже провідним дизайнером Крістіаном Алленом. Випущена на Xbox, вона ознаменувала перехід компанії до розробки переважно для консолей. У 2005 році вона випустила доповнення Summit Strike, а також завантажуваний контент. Red Storm також розробила багатокористувацькі аспекти обох ітерацій серії Ghost Recon Advanced Warfighter. У 2006 році гра отримала нагороди BAFTA як «Гра року» та «Найкраще технічне досягнення».
У грудні 2008 року Red Storm придбала право оренди будівлі CentreGreen One в Кері, яку до цього займала компанія Qualcomm. Згодом Red Storm переїхала до CentreGreen One у травні 2009 року, перемістившись зі своїх попередніх офісів у Gateway Centre у Моррісвіллі.
Red Storm продовжувала роботу над такими іграми Tom Clancy, як Ghost Recon: Future Soldier (2012) і The Division (2016), а також співпрацювала з Ubisoft Montreal над франшизою Far Cry.
У 2016 році Red Storm випустили свою першу гру віртуальної реальності, Werewolves Within, а в травні 2017 року - ще одну, Star Trek: Bridge Crew.
У травні 2018 року Red Storm придбала офісний кампус Weston (розташований на Weston Parkway в Кері), куди планувала переїхати після реконструкції та оселитися разом з Центром зв'язків з клієнтами NCSA компанії Ubisoft.

## Розроблені відеоігри
| Year | Title                                                  | Platform(s)                                                                | Note(s)                                                 |
| ---- | ------------------------------------------------------ | -------------------------------------------------------------------------- | ------------------------------------------------------- |
| 1997 | Tom Clancy's Politika                                  | Microsoft Windows                                                          | Н/Д                                                     |
| 1998 | Dominant Species                                       | Microsoft Windows                                                          | Н/Д                                                     |
| 1998 | Tom Clancy's ruthless.com                              | Microsoft Windows                                                          | Н/Д                                                     |
| 1998 | Tom Clancy's Rainbow Six                               | Microsoft Windows, PlayStation, Nintendo 64                                | Н/Д                                                     |
| 1999 | Aironauts                                              | PlayStation                                                                | Н/Д                                                     |
| 1999 | Rainbow Six: Eagle Watch                               | Microsoft Windows                                                          | Доповнення до Tom Clancy's Rainbow Six                  |
| 1999 | Tom Clancy's Rainbow Six: Rogue Spear                  | Microsoft Windows, Sega Dreamcast, PlayStation                             | Розроблено спільно з Ubisoft Milan                      |
| 1999 | Force 21                                               | Microsoft Windows                                                          | Н/Д                                                     |
| 2000 | Bang! Gunship Elite                                    | Microsoft Windows, Sega Dreamcast                                          | Н/Д                                                     |
| 2000 | Rainbow Six: Rogue Spear: Urban Operations             | Microsoft Windows                                                          | Доповнення до Rainbow Six: Rogue Spear                  |
| 2000 | Rainbow Six: Rogue Spear: Covert Ops                   | Microsoft Windows                                                          | Доповнення до Rainbow Six: Rogue Spear                  |
| 2000 | Shadow Watch                                           | Microsoft Windows                                                          | Н/Д                                                     |
| 2000 | Freedom: First Resistance                              | Microsoft Windows                                                          | Н/Д                                                     |
| 2001 | Rainbow Six: Rogue Spear: Black Thorn                  | Microsoft Windows                                                          | Доповнення до Rainbow Six: Rogue Spear                  |
| 2001 | Tom Clancy's Ghost Recon                               | Microsoft Windows, PlayStation 2, Xbox, GameCube                           | Н/Д                                                     |
| 2002 | Tom Clancy's Ghost Recon: Desert Siege                 | Microsoft Windows, PlayStation 2, Xbox, GameCube                           | Доповнення до Tom Clancy's Ghost Recon                  |
| 2002 | Tom Clancy's Ghost Recon: Island Thunder               | Microsoft Windows, Xbox                                                    | Доповнення до Tom Clancy's Ghost Recon                  |
| 2002 | The Sum of All Fears                                   | Microsoft Windows, GameCube, Game Boy Advance                              | Н/Д                                                     |
| 2002 | Tom Clancy's Rainbow Six: Lone Wolf                    | PlayStation                                                                | Н/Д                                                     |
| 2003 | Tom Clancy's Rainbow Six 3: Raven Shield               | Microsoft Windows                                                          | Розроблно спільно з Ubisoft Milan і Ubisoft Montreal    |
| 2004 | Tom Clancy's Ghost Recon: Jungle Storm                 | PlayStation 2                                                              | Н/Д                                                     |
| 2004 | Tom Clancy's Ghost Recon 2                             | PlayStation 2, Xbox, GameCube                                              | Н/Д                                                     |
| 2005 | Tom Clancy's Rainbow Six: Lockdown                     | Microsoft Windows, GameCube, PlayStation 2, Xbox                           | Н/Д                                                     |
| 2005 | Tom Clancy's Ghost Recon 2: Summit Strike              | Xbox                                                                       | Н/Д                                                     |
| 2005 | Tom Clancy's Rainbow Six 3: Raven Shield: Athena Sword | Microsoft Windows                                                          | Co-developed with Ubisoft Milan and Ubisoft Montreal    |
| 2006 | Tom Clancy's Ghost Recon Advanced Warfighter           | Xbox 360                                                                   | Н/Д                                                     |
| 2007 | Tom Clancy's Ghost Recon Advanced Warfighter 2         | PlayStation 3, Xbox 360                                                    | Н/Д                                                     |
| 2007 | America's Army: True Soldiers                          | Xbox 360                                                                   | Н/Д                                                     |
| 2008 | Tom Clancy's Rainbow Six 3: Raven Shield: Iron Wrath   | Microsoft Windows                                                          | Розроблено спільно з Ubisoft Milan and Ubisoft Montreal |
| 2012 | Tom Clancy's Ghost Recon: Future Soldier               | Microsoft Windows, PlayStation 3, Xbox 360                                 | Розроблено спільно з Ubisoft Paris                      |
| 2016 | Werewolves Within                                      | PlayStation 4, Microsoft Windows                                           | Н/Д                                                     |
| 2017 | Star Trek: Bridge Crew                                 | PlayStation 4, Microsoft Windows                                           | Н/Д                                                     |
| 2023 | Assassin's Creed Nexus VR                              | Meta Quest 2                                                               |                                                         |
| ЩНА  | Tom Clancy's The Division Heartland                    | Microsoft Windows, PlayStation 4, PlayStation 5, Xbox One, Xbox Series X/S | Н/Д                                                     |